# Micromus sumatranus
Micromus sumatranus is een insect uit de familie van de bruine gaasvliegen (Hemerobiidae), die tot de orde netvleugeligen (Neuroptera) behoort. 
Micromus sumatranus is voor het eerst wetenschappelijk beschreven door Krüger in 1922.